# Nagylócsa
Nagylócsa (szlovákul: Lovča) község Szlovákiában, a Besztercebányai kerületben, a Garamszentkereszti járásban.

## Fekvése
Garamszentkereszttől 4 km-re délnyugatra, a Garam jobb partján fekszik.

## Története
1283-ban „Loucha" néven említik először. Kezdetben az esztergomi érsekség birtoka, majd 1776-tól a besztercebányai püspökségé. 1536-ban 29 portája létezett. 1720-ban 52 adózó háztartás volt a faluban. 1828-ban 86 házában 546 lakos élt, akik mezőgazdasággal, halászattal, tutajozással, napszámos munkákkal foglalkoztak.
Vályi András szerint „Nagy Lócsa. Elegyes falu Bars Várm. fekszik azon a’ részen, Garam vize mellett, Sz. Kereszt Mező Városához közel, határja jól termő."
Fényes Elek szerint „Locz (Lowcse), tót falu, Bars vmegyében: 299 kath. lak. F. u. gr. Keglevics János."
Bars vármegye monográfiájában „Nagylócsa, a Garamvölgyben, Garamszentkereszt közelében fekvő tót kisközség, 689 róm. kath. vallású lakossal. E község már 1283-ban Vancsai István esztergomi érsek unokái, Tamás és Orbán birtokaként szerepel, a mikor terra Loucha alakban találjuk feljegyezve. Később már Monoszló Lodomér esztergomi érsek az ura. 1487-ben Nagh Lobsa alakban van említve. A beszterczebányai püspökség felállításakor ez a püspökség lett az ura és ekkor már Lovcsa néven szerepel. Ősi temploma még a XVI. század elején fennállott, de 1656-ban újraépítették. A községnek van postája; távirója és vasúti állomás Garamszentkereszt."
A trianoni békeszerződésig Bars vármegye Garamszentkereszti járásához tartozott.

## Népessége
| Év:            | 1994. | 2004.   | 2014.   | 2024.   |
| -------------- | ----- | ------- | ------- | ------- |
| Emberek száma: | 742   | 706     | 695     | 679     |
| Eltérés:       |       | -4,85 % | -1,55 % | -2,30 % |

| Év:            | 2023. | 2024.   |
| -------------- | ----- | ------- |
| Emberek száma: | 683   | 679     |
| Eltérés:       |       | -0,58 % |

1910-ben 769, túlnyomórészt szlovák anyanyelvű lakosa volt.
2001-ben 708 lakosából 698 szlovák volt.
2011-ben 696 lakosából 650 szlovák volt.

## Nevezetességei
- Szent Fülöp és Jakab apostolok tiszteletére szentelt, római katolikus temploma 1656-ban épült késő reneszánsz stílusban. 1803-ban klasszicista stílusban építették át. 1901-ben bővítették.
- A Mária-oszlop későbarokk alkotás.

## Külső hivatkozások
- Községinfó
- Nagylócsa Szlovákia térképén
- E-obce.sk Archiválva 2007. november 13-i dátummal a Wayback Machine-ben